# Chapelle Saint-Maxime de Chuzelles
La chapelle Saint-Maxime est une chapelle romane du XIe – XIIe siècle située sur la commune de Chuzelles dans le département de l'Isère.
La chapelle est labellisée patrimoine en Isère depuis 2007 et accueille une statue reliquaire inscrite aux monuments historiques depuis 2001.

## Description
La chapelle est située au bord du chemin de la chapelle, au sud du village de Chuzelles. Elle occupe un promontoire rocheux au dessus de la vallée de la Sévenne. 
La chapelle présente un plan simple à nef unique, de 7,10 m de long pour 4,50 m de large (dimensions intérieures), terminée par un chevet en abside de 1,50 m de rayon. L'ensemble est surmonté d'un clocher-mur. L'édifice est majoritairement construit avec des pierres d'origine locale, à l'exception des remplois en calcaire issus probablement des monuments antique de la ville voisine de Vienne. Du tuf calcaire est également employé dans les arcs de décharge. Seul le chœur est couvert d'une voute en cul-de-four, la nef étant charpentée. 
La voute du chœur est intégralement couverte de peintures du XVIIe siècle. La chapelle conserve une statue-reliquaire du XVIIe siècle en bois polychrome de saint Maxime de Riez. La statue, intégralement repeinte, fait 87 cm de haut pour 33 cm de large et est inscrite en 2001 aux monuments historiques. Une seconde statue représentant une vierge à l'enfant est également présente dans la chapelle.

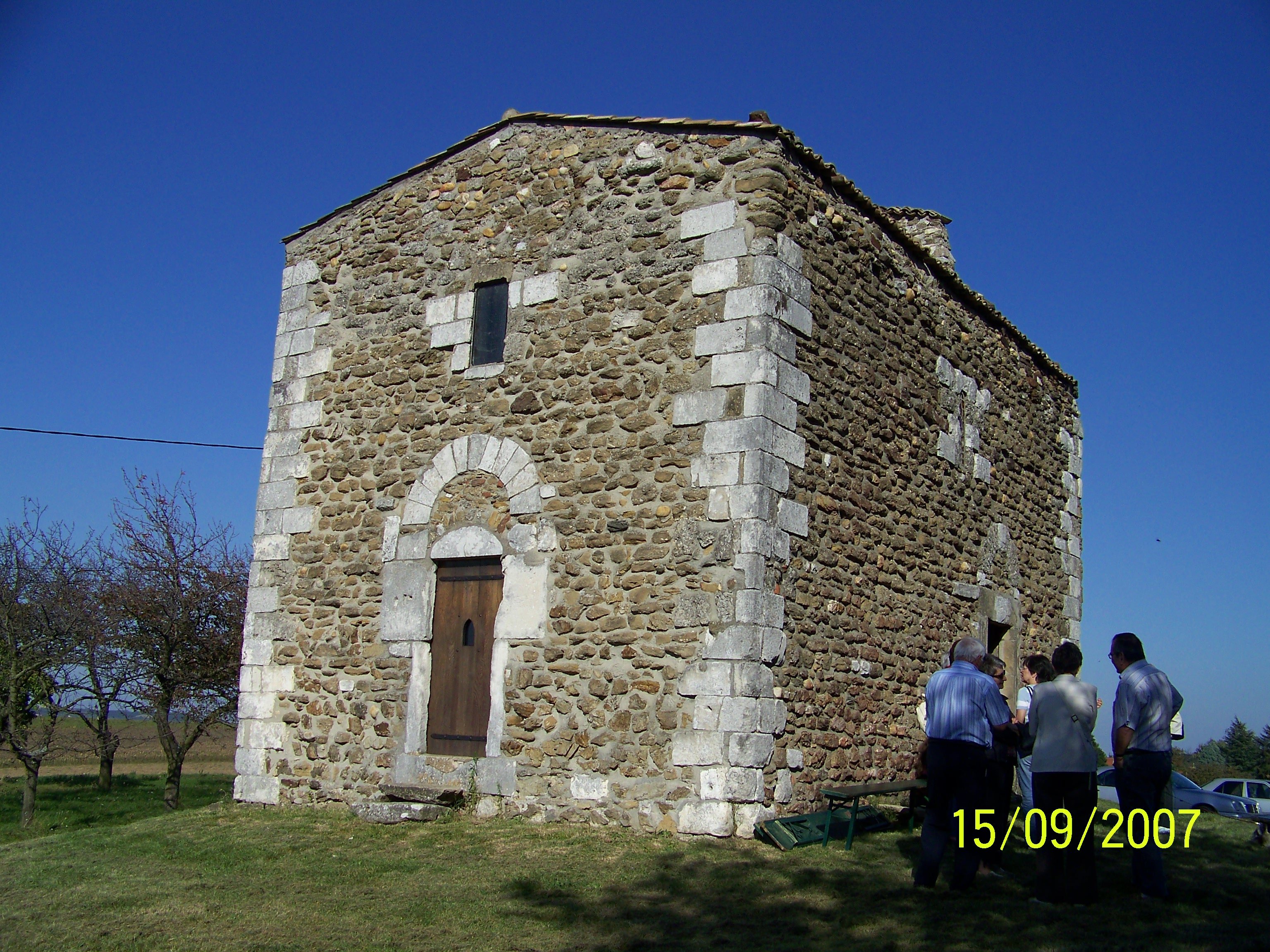
La chapelle vue de l'Ouest avant sont rejointoiement en 2011
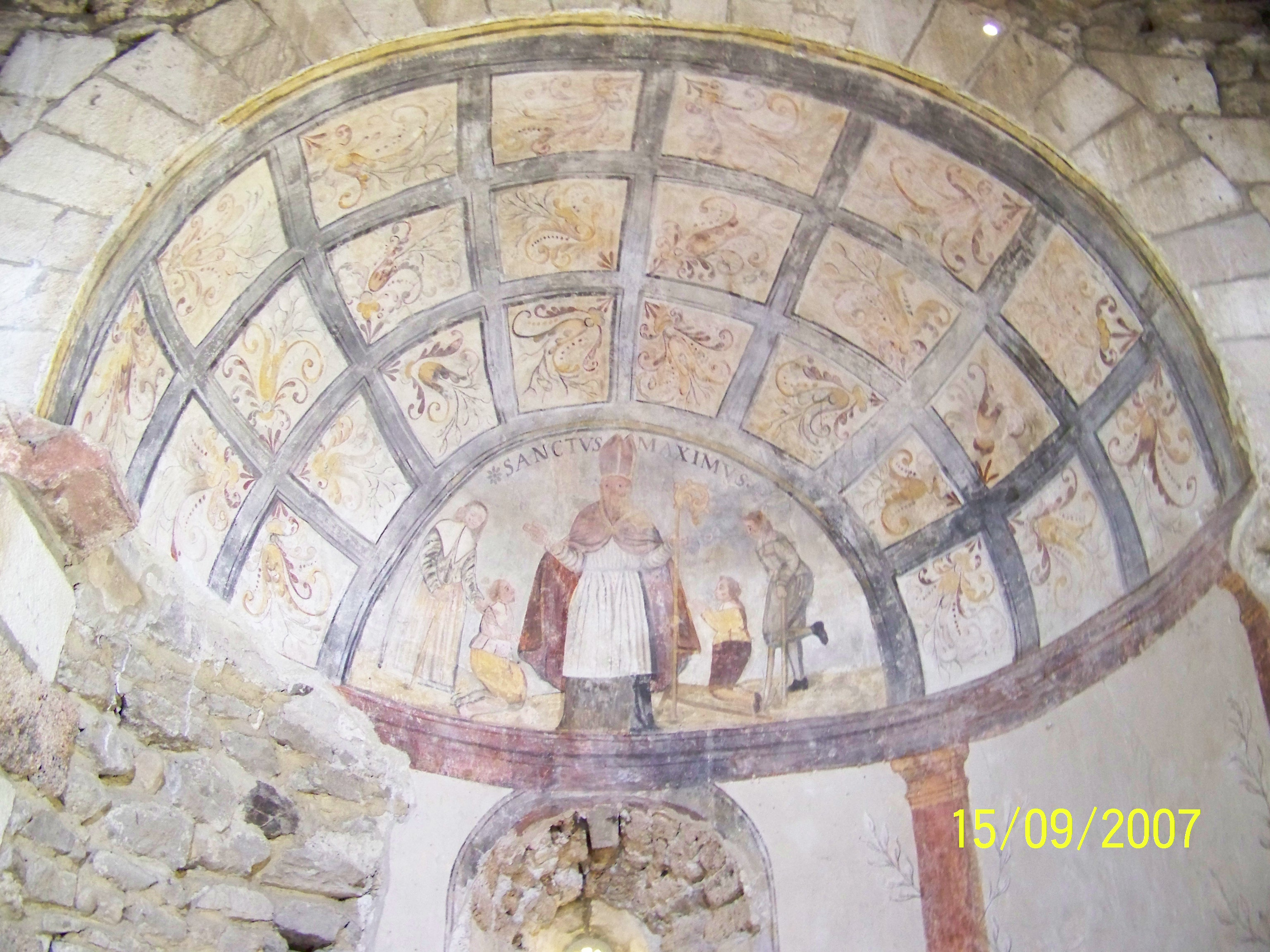
Décor peint du XVIIe siècle ornant le cul de four de l'abside et figurant saint Maxime
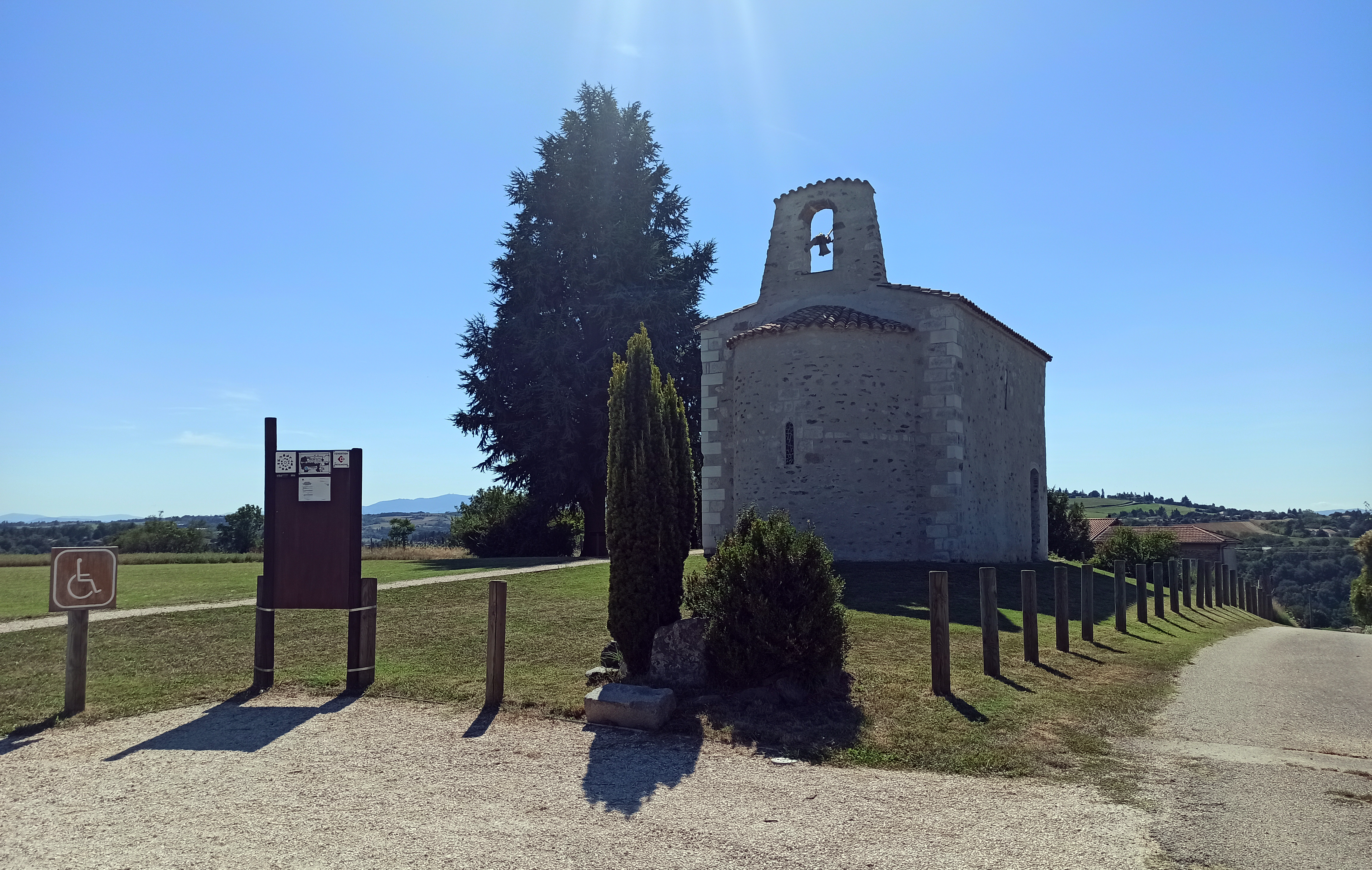
La chapelle dans son environnement en 2024, vue depuis l'Est

## Histoire

### Moyen Age et époque moderne
La date de fondation de la chapelle n'est pas précisément connue. La chapelle est déjà présente au Xe siècle pour le chanoine Pierre Cavard mais l'édifice actuel date du XIIe siècle selon l'archéologue Guy Barruol. La majorité des auteurs pensent qu'elle est fondée par les moines bénédictins de Saint-André-le-Bas dont le monastère, qui possède de façon plus attestée la chapelle par la suite, est alors placé sous la double dédicace de saint André et saint Maxime. La première mention explicite d'une chapelle Saint-Maxime à Chuzelles apparaît dans un acte de 1275.
Le bâtiment subit des transformations aux XVe – XVIe siècles, peut-être vers 1430 ou 1436. C'est à cette époque qu'est percée une porte couverte d'un arc brisé au nord et que le clocher-mur est ajouté. Ces travaux font suite à des destructions occasionnées par le conflit entre Louis de Chalon et le Dauphin. 
Un pèlerinage est attesté sur le site depuis de XVe siècle. Une bulle du pape Sixte IV du 14 novembre 1461 accorde des indulgences à ceux qui se rendent à la chapelle le jour des Rameaux, le lendemain de Pâques et de la fête de Pentecôte. Le pèlerinage est encore fréquenté au début du XIXe siècle à Pâques et Pentecôte.  

### Restaurations et histoire récente
Au début du XXe siècle, les communes de Vienne et Pont-Évêque connaissent une immigration arménienne fuyant le génocide. La communauté catholique arménienne investit alors le pèlerinage du lundi de Pentecôte et l'organise jusque dans les années 1980. Il a toujours lieu au XXIe siècle.

La chapelle connait une première campagne de restauration en 1970-1971 par les scouts belges de Mons sous la supervision des archéologues de Saint-Romain-en-Gal. Ces travaux comprennent notamment le remplacement de la toiture de lauzes par des tuiles, le piquage des enduits récents, la pose de deux vitraux et d'une dalle en béton. La porte est remplacée en 1977.

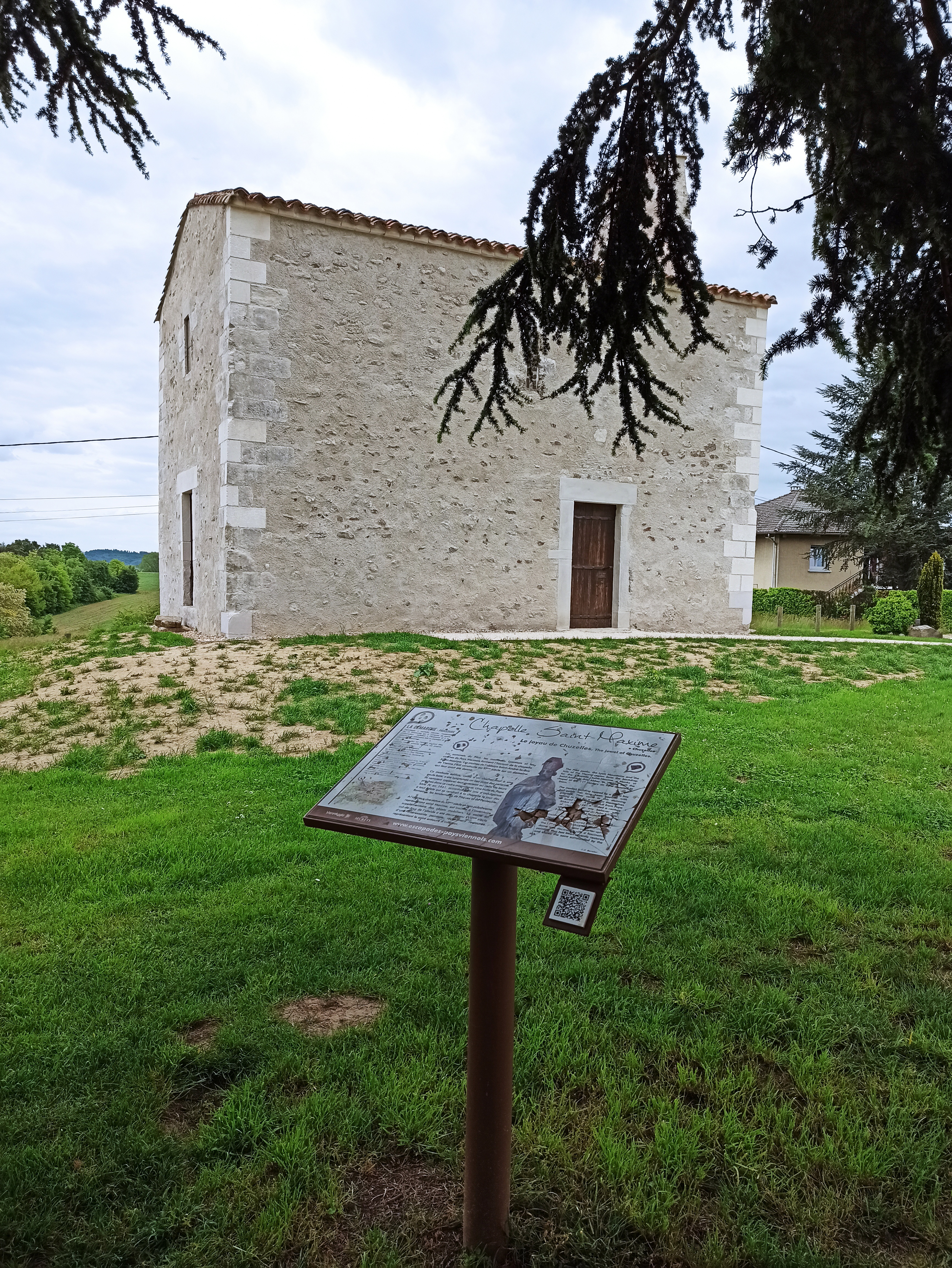
Chapelle et panneau patrimonial en 2023

Une seconde campagne est menée, toujours par les scouts, en 1980. Elle comprend le rejointoiement des murs extérieurs et la couverture de l'abside. Une cloche rapportée de La Morte près de Grenoble remplace la cloche disparue.
À la suite d'un affaissement de la poutre faitière dans les années 1990, la toiture est intégralement reprise en 2001. Les restaurations se font plus nombreuses à partir de 2005 : peinture mural du chœur (2005), restauration de la cloche (2007), réfection des joints (2011), découpe de la dalle béton, pose de tommettes en terres cuites (2013), etc.. 
Ces restaurations n'empêchent pas le délabrement de la chapelle, qui est fermée au public en 2019. À l'initiative de l'association patrimoniale locale, un projet de restauration plus conséquent est engagé en 2021 par la municipalité et le service du Patrimoine culturel du Département de l'Isère. Les travaux sont menés à partir de 2022 sous la supervision d'un architecte du patrimoine et l'inauguration a lieu le 25 mars 2023. Le site est labellisé patrimoine en Isère, label patrimonial créé en 2007 par le département de l'Isère. 
Au XXIe siècle, la chapelle sert de lieu d'exposition et de salle de concert. L'association « Chuzelles, Histoire & Patrimoine » la fait visiter à la demande, lors d'évènements et à l'occasion des journées européennes du Patrimoine.